# Petersfels

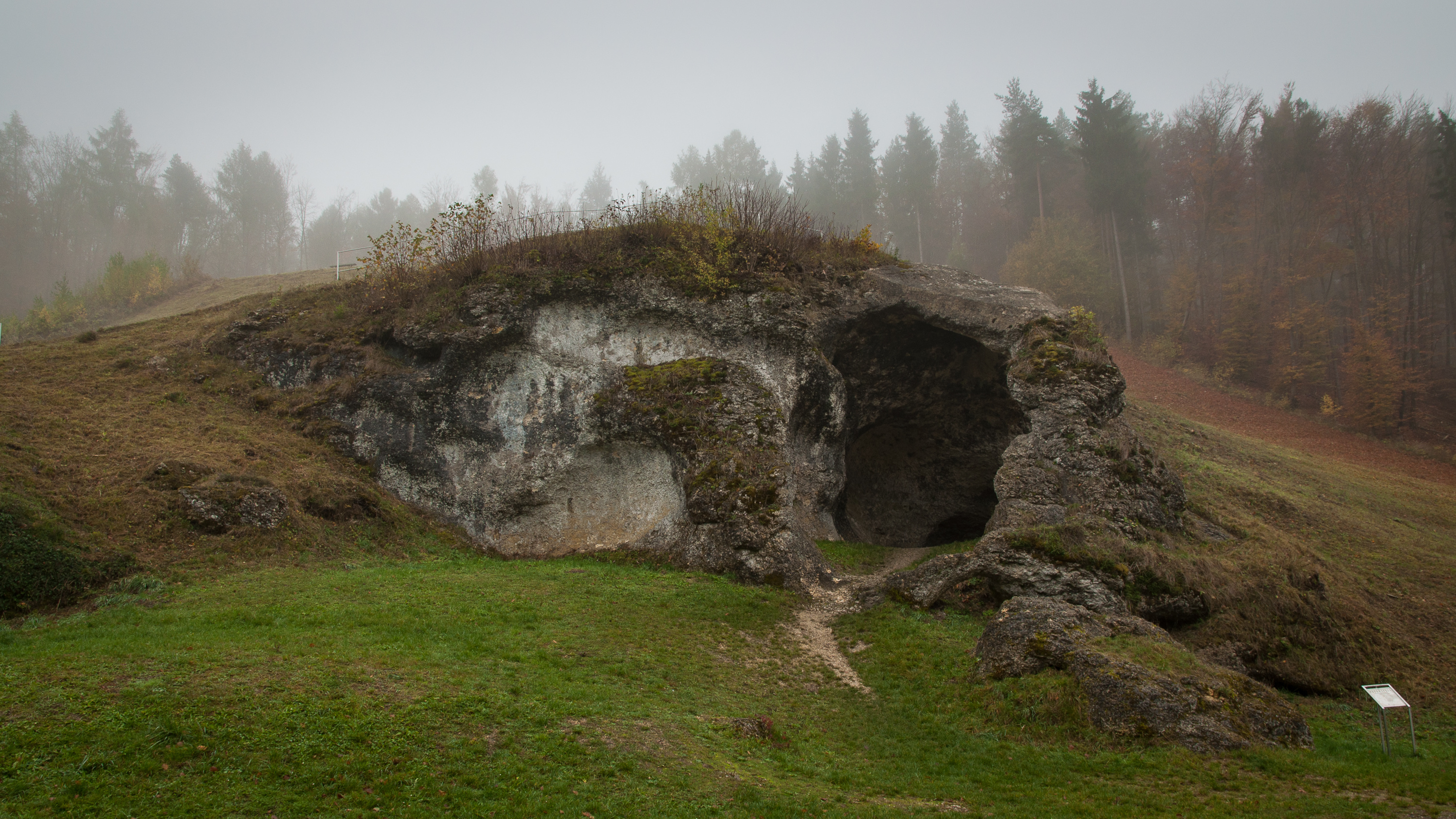
Petersfels

Petersfels (en español: Roca Peters) es una formación rocosa en el karst del Jurásico Superior en un valle seco del Hegau cerca de Engen en el distrito de Constanza en el sur de Baden-Wurtemberg, Alemania. Ha recibido su nombre del prehistoriador Eduard Peters. En 1927 hizo hallazgos importantes en la cueva de la roca, entre ellos la Venus de Engen, que están expuestos en el Museo de Engen. Era el lugar de un campamento temporal de nómadas cazando renos durante el Paleolítico.